# Vatica oblongifolia
Vatica oblongifolia är en tvåhjärtbladig växtart. Vatica oblongifolia ingår i släktet Vatica och familjen Dipterocarpaceae.

## Underarter
Arten delas in i följande underarter:
- V. o. crassilobata
- V. o. elliptifolia
- V. o. multinervosa
- V. o. selakoensis